# Hyperthelia kottoensis
Hyperthelia kottoensis là một loài thực vật có hoa trong họ Hòa thảo. Loài này được Desc. & Mazade mô tả khoa học đầu tiên năm 1987.